# Rajd Rzeszowski 2004
Rajd Rzeszowski 2004 – 12. edycja Rajdu Rzeszowskiego. Był to rajd samochodowy rozgrywany od 13 do 14 sierpnia 2004 roku. Była to piąta runda Rajdowych Samochodowych Mistrzostw Polski w roku 2004. Rajd składał się z dwunastu odcinków specjalnych.

## Wyniki końcowe rajdu[1]
| Miejsce | Kierowca           | Pilot              | Samochód                  | Czas      | Strata  | Grupa Klasa |
| ------- | ------------------ | ------------------ | ------------------------- | --------- | ------- | ----------- |
| 1       | Leszek Kuzaj       | Maciej Szczepaniak | Subaru Impreza STi N10    | 1:47:54.2 | -       | N4          |
| 2       | Michał Bębenek     | Grzegorz Bębenek   | Mitsubishi Lancer Evo VII | 1:48:53.6 | +59.4   | N4          |
| 3       | Maciej Lubiak      | Maciej Wisławski   | Mitsubishi Lancer Evo VII | 1:48:59.8 | +1:05.6 | N4          |
| 4       | Tomasz Czopik      | Łukasz Wroński     | Mitsubishi Lancer Evo VI  | 1:49:28.3 | +1:34.1 | N4          |
| 5       | Grzegorz Grzyb     | Przemysław Mazur   | Suzuki Ignis S1600        | 1:49:41.6 | +1:47.4 | S1600       |
| 6       | Stefan Karnabal    | Bartłomiej Boba    | Mitsubishi Lancer Evo VI  | 1:50:59.6 | +3:05.4 | N4          |
| 7       | Mariusz Pelikański | Daniel Dymurski    | Peugeot 206 S1600         | 1:51:07.8 | +3:13.6 | S1600       |
| 8       | Bryan Bouffier     | Xavier Panseri     | Peugeot 206 S1600         | 1:51:39.2 | +3:45.0 | S1600       |
| 9       | Maciej Oleksowicz  | Andrzej Obrębowski | Subaru Impreza STi N10    | 1:51:41.1 | +3:46.9 | N4          |
| 10      | Sebastian Frycz    | Maciej Wodniak     | Fiat Punto S1600          | 1:51:42.9 | +3:48.7 | S1600       |